# Cephalophus weynsi
O Duiker-de-Weyns (Cephalophus weynsi) é um pequeno antílope encontrado na República Democrática do Congo, Uganda, Ruanda e oeste do Quênia.
Três subespécies são descritas:
- Cephalophus weynsi johnstoni Thomas, 1901
- Cephalophus weynsi lestradei Groves e Grubb, 1974
- Cephalophus weysni weynsi Thomas, 1901